# Matej Ninoslav

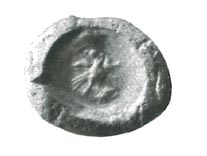
Monnaie grecque

Matej Ninoslav  fut ban de Bosnie de 1232 à 1250 et prince de Split de 1242 à 1244. Il défendit la Bosnie pendant la croisade bosnienne, visant à éradiquer l'hérésie bogomile. 
Avant son règne, l'Église bosnienne s'était renforcée, tandis que la noblesse locale gagnait en influence. En 1233, le cardinal Jakob arrive de Rome et fait pression sur Ninoslav, issu d'une famille hérétique, pour qu'il adopte le catholicisme. Il entra en conflit avec la noblesse, qui gérait les paroisses de façon autonome. Une croisade fut lancée contre la Bosnie en 1235, dirigée par duc Coloman de Galicie, mais échoua à écraser la rébellion locale.
Après avoir remporté la guerre, Ban Ninoslav conclut un accord commercial avec Dubrovnik en 1240, garantissant la paix et la protection de la ville en cas de guerre. Lors de l'invasion mongole de 1241-1242, la Bosnie fut épargnée, renforçant la position de Ninoslav. Il fut ensuite invité par les habitants de Split, en conflit avec Trogir et le roi Béla IV, à devenir leur prince. Il accepta, défit Trogir, et installa son cousin à Split avec une cavalerie.
Il maintint l'autonomie de la Bosnie mais fit face à une pression constante de la papauté et des forces hongroises̺,.
L'hérésie de Ninoslav était davantage un problème politique que religieux, et cette hérésie sert d'excuse à la Hongrie, l'Église catholique romaine et l'Église orthodoxe orientale pour attaquer la Bosnie. 
En 1247, Béla IV demanda une nouvelle croisade contre Ninoslav, accusé de soutenir l'hérésie en Bosnie. En réponse, Ninoslav envoya des preuves de sa fidélité au catholicisme au pape Innocent IV, qui mit fin à la campagne envisagée. Cette intervention permit à Ninoslav de maintenir son autonomie et de repousser l'influence hongroise.
En 1250, sous pression hongroise, Ninoslav abandonna son poste de ban en faveur de son cousin Prijezda Ier, un fervent catholique. Ninoslav mourut peu après, vers 1250, mettant fin à son règne marqué par des efforts pour préserver l'indépendance de la Bosnie face aux menaces étrangères.